# Diplodactylus
Diplodactylus är ett släkte av ödlor. Diplodactylus ingår i familjen geckoödlor.
Enligt olika undersökningar blir arter som lever på marken tidigare könsmogna (efter 3 till 24 månader) än arter som klättrar i träd och buskar (efter 20 till 36 månader). Värdet 24 månader i den första gruppen syftar på arten Strophurus elderi som tidigare listades i Diplodactylus.

## Systematik
Arter enligt Catalogue of Life:
- Diplodactylus alboguttatus
- Diplodactylus byrnei
- Diplodactylus conspicillatus
- Diplodactylus damaeum
- Diplodactylus fulleri
- Diplodactylus furcosus
- Diplodactylus galeatus
- Diplodactylus granariensis
- Diplodactylus immaculatus
- Diplodactylus kenneallyi
- Diplodactylus klugei
- Diplodactylus maini
- Diplodactylus mitchelli
- Diplodactylus occultus
- Diplodactylus ornatus
- Diplodactylus polyophthalmus
- Diplodactylus pulcher
- Diplodactylus savagei
- Diplodactylus squarrosus
- Diplodactylus steindachneri
- Diplodactylus stenodactylus
- Diplodactylus taenicauda
- Diplodactylus tessellatus
- Diplodactylus vittatus
- Diplodactylus wombeyi